# You're No Good
"You're No Good" é uma canção escrita por Clint Ballard Jr., que foi o primeiro single de Betty Everett em 1963 e em 1975 foi um hit #1 para Linda Ronstadt.
A versão original de "You're No Good" parece ser a redução de Dee Dee Warwick da Jubilee Records em 1963, com produção de Jerry Leiber e Mike Stoller. No entanto, a música em primeiro lugar tornar-se um sucesso em Novembro de 1963, gravado por Betty Everett para Vee-Jay Records de Chicago. O single chegou ao número cinquenta e um no Billboard Hot 100, e em número de cinco na "Cashbox's R&B Locations". O Vee-Jay Calvin Carter descobriu a música ao visitar Nova York em busca de material para a sua lista de rótulo e ele pretendia cortar "You're No Good", com Dee Clark.
No Reino Unido a Swinging Blue Jeans tinha a versão do hit "You're No Good" alcançando #3 no verão de 1964, esta versão também alcançou em França em #26 e foi bastante bem sucedida regionalmente nos E.U.A a alcançar a #97 na Billboard Hot 100.
Tanto Maria Muldaur e Genya Ravan indicaram que estavam interessadas em refazer "You're No Good", em meados dos anos 70, mas foi Linda Ronstadt, que teve seu primeiro single #1 com seu remake de 1974: o primeiro single de sua carreira de Platina Duplo do álbum Heart Like A Wheel, a versão de Ronstadt beneficiou da inestimável contribuição de Andrew Gold, que forneceu todas as faixa de instrumentação virtual.
"You're No Good" foi também um sucesso de Linda Ronstadt, na Austrália (#15), Holanda (#17) e Nova Zelândia (#24).
O sucesso de "You're No Good" estabeleceu um precedente para singles de Ronstadt, que ao longo dos próximos cinco anos, todos os remakes foram de rock clássico e rock and roll. (O lado B de "You're No Good": "I Can't Help It (If I'm Still in Love With You)" - originalmente por Hank Williams - era simultaneamente um grande C&W para bater Ronstadt em #2.)
Outros artistas que fizeram versões de "You're No Good" incluem Ellie Campbell, Elvis Costello, Jose Feliciano, Keith Hampshire, Lulu, Reba McEntire, Rosie & The Originals, Floortje Smit, Ike and Tina Turner, Van Halen e Wild Orchid. O lançamento do álbum de 2004 na Califórnia por Wilson Phillips contém uma versão de "You're No Good", que como a versão de Ronstadt foi produzida por Peter Asher, mas radicalmente reinventa a canção.
A sétima temporada de American Idol apresentou uma performance de "You're No Good" por Kristy Lee Cook. Didi Benami cantou a canção na nona temporada de American Idol.